# 岡田眞里子
岡田 眞里子（おかだ まりこ、1962年 - ）は、日本の生物学者。大阪大学蛋白質研究所所長・教授、日本学術会議会員。文部科学大臣表彰科学技術賞受賞。

## 人物・経歴
1988年東京農工大学大学院連合農学研究科修了。博士（農学）。ノボ・ノルディクスバイオインダストリー（のちのノボザイムズ）研究開発部研究員、カリフォルニア大学デービス校客員研究員、理化学研究所ゲノム科学総合研究センターチームリーダー、理化学研究所基幹研究所先端計算科学研究領域チームリーダー、理化学研究所免疫アレルギー科学総合研究センターチームリーダー、理科学研究所統合生命医科学研究センターチームリーダーなどを経て、2016年大阪大学蛋白質研究所蛋白質ネットワーク生物学研究部門教授。2018年文部科学大臣表彰科学技術賞（研究部門）受賞。2020年京都大学化学研究所バイオインフォマティクスセンター客員教授。2022年大阪大学蛋白質研究所所長。2023年日本学術会議会員。